# Hexapla

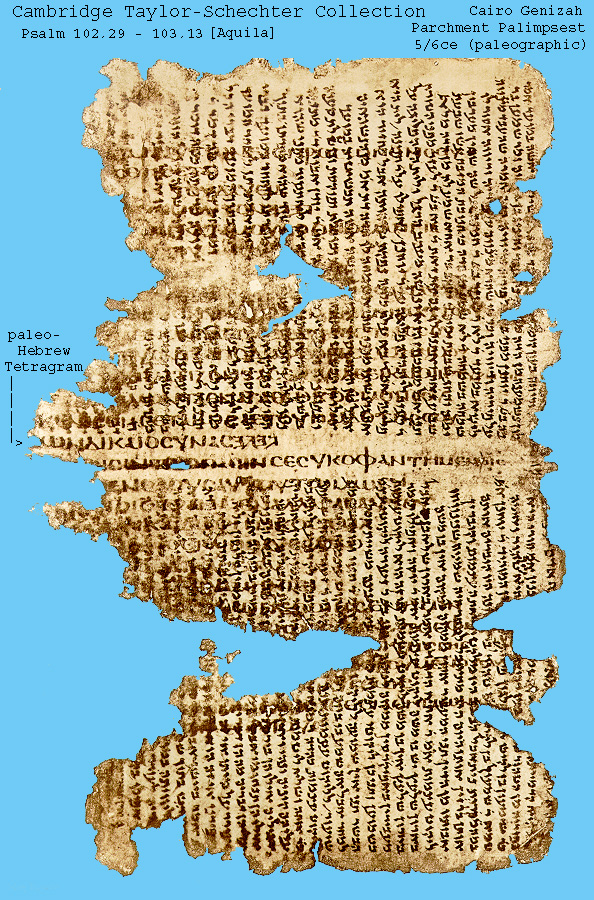
hoja antigua quemada escrita a mano tratando de 6 columnas

La Hexapla (Ἑξαπλά) es una obra exegética de Orígenes, comenzada hacia el 212. Se trata de la transcripción en seis columnas (de ahí el nombre de la obra) del texto hebreo del Antiguo Testamento. Es considerada como la primera edición crítica del Antiguo Testamento.
Las columnas corresponden a:
- Versión en hebreo
- Versión en hebreo pero con caracteres griegos (facilita la pronunciación)
- Versión griega de Aquila de Sinope
- Versión griega de Símaco el ebionita
- La Septuaginta
- Versión griega de Teodoción

Orígenes indicaba en la columna de la Septuaginta su relación con la hebrea: adiciones, textos faltantes. Los salmos incluyen tres versiones más (es decir, el texto queda en nueve columnas).
La obra completa se ha perdido dado que al parecer no se hicieron nunca copias de ella y permanecía como obra de consulta de la Biblioteca de Cesarea. Sin embargo, se conservan numerosos fragmentos. 
No concuerdan los exegetas modernos sobre los motivos que llevaron a Orígenes a un trabajo de esta índole. Las motivaciones dadas son, por ejemplo, facilitar las discusiones y las traducciones; dar con el texto original o más antiguo. 